# Мирнинское сельское поселение (Клетнянский район)
Мирнинское се́льское поселе́ние — муниципальное образование в Клетнянском районе Брянской области Российской Федерации.
Административный центр — посёлок Мирный.

## История
Образовано в результате проведения муниципальной реформы в 2005 году, путём слияния дореформенных Мирнинского, Болотнянского, Семиричского, Харитоновского, Ширковского и частей Алексеевского и Каменецкого сельсоветов.
Статус и границы сельского поселения установлены Законом Брянской области от 9 марта 2005 года № 3-З «О наделении муниципальных образований статусом городского округа, муниципального района, городского поселения, сельского поселения и установлении границ муниципальных образований в Брянской области».

## Население
| 2010  | 2011  | 2012  | 2013  | 2014  | 2015  | 2016  |
| ----- | ----- | ----- | ----- | ----- | ----- | ----- |
| 2147  | ↘2137 | ↘2086 | ↘2075 | ↘2017 | ↘1978 | ↘1957 |
| 2017  | 2018  | 2019  | 2020  | 2021  |       |       |
| ↘1903 | ↘1873 | ↘1850 | ↘1809 | ↘1717 |       |       |

## Населённые пункты
| №  | Населённый пункт | Тип     | Население |
| -- | ---------------- | ------- | --------- |
| 1  | Александровка    | деревня | ↘11       |
| 2  | Болотня          | деревня | ↘218      |
| 3  | Добрая Корна     | деревня | ↘172      |
| 4  | Елисеевка        | деревня | ↘41       |
| 5  | Еловка           | деревня | ↘2        |
| 6  | Затестье         | деревня | →1        |
| 7  | Каменец          | село    | ↗9        |
| 8  | Камнев           | хутор   | ↘21       |
| 9  | Козловчик        | деревня | ↘16       |
| 10 | Коммуна          | деревня | ↘5        |
| 11 | Коростовец       | деревня | →8        |
| 12 | Красная Пристань | деревня | ↘17       |
| 13 | Красный Ятвиж    | деревня | →51       |
| 14 | Меловое          | деревня | →25       |
| 15 | Мирный           | посёлок | ↘691      |
| 16 | Рабочая Кадра    | посёлок | →0        |
| 17 | Свара            | деревня | →0        |
| 18 | Семиричи         | деревня | ↘209      |
| 19 | Соловьяновка     | деревня | ↘43       |
| 20 | Тельча           | деревня | ↘56       |
| 21 | Титовка          | деревня | ↘4        |
| 22 | Узровье          | посёлок | ↘50       |
| 23 | Харитоновка      | деревня | ↘287      |
| 24 | Ширковка         | деревня | ↘138      |